# Alfonso de Luna
Alfonso de Luna, (Antequera, España, 1739-† 1794) Cadete en Galicia en la guerra con Portugal donde tomó la plaza de Almeida, y Teniente coronel en batallón de Chile destacando en Arauco.

## Carrera
Empadronado como noble en España, inició su carrera militar en 1756, sirviendo de cadete en el Regimiento de Infantería de Galicia en la guerra con Portugal, desde 1762, actuando en la toma de la plaza de Almeida. Llegó a Chile en 1768 en el llamado Batallón Chile; le cupo asistir al Parlamento General con los indígenas en 1771; fue Juez de Residencia del Corregidor de Mendoza Don Juan José del Riesco y Alvarado; ascendido a Capitán en 1777, luego Comandante del Fuerte de San Carlos en Cuyo; tres años Comandante de la Plaza de Arauco, desde donde pasó a Valdivia como Capitán, en el refuerzo durante la guerra con Inglaterra en 1780. Además fue Comandante del Fuerte de San Carlos y de Niebla, de donde es relevado por achaques, siendo arrestado en Chorocamayo bajo vigilancia de Don Pedro Currel. El Gobernador Echeñique, en carta al Presidente Benavidez, firmada en 27 de junio de 1781, le comunica que, en cumplimiento de órdenes, ha permitido que pase bajo arresto a Concepción en el Navío Aquiles. Agustín de Jáuregui, Virrey del Perú, en carta del 16 de noviembre de 1783 que envío desde Lima a José de Gálvez y Gallardo, Secretario de Indias, dice así de Don Alfonso de Luna “reportó con honor en las funciones de su cargo, y así mismo le advertí mucho celo y amor al servicio del Rey desempeñando con exactitud todas las que le confié, por cuya razón me parece acreedor a que S.M. le premie con cualquiera de los cargos que él pretende…”; ascendido a Capitán de Infantería de Concepción en diciembre de 1787; y Comandante de la plaza de Valdivia, año y medio. Rindió información en Santiago el 31 de julio de 1789, pidiendo grado de Coronel, y nuevamente el 11 de enero de 1792, pidiendo traslado e incorporación al fijo de Buenos Aires, por enfermedad, acompañando certificados médicos. Fue Corregidor de Mendoza, y nombrado finalmente Teniente-Coronel del Ejército. Contrajo nupcias en Mendoza, Argentina con Nicolasa de Escalante y Godoy (natural de dicha ciudad). Su esposa, envía solicitud de pensión de viudedad el 11 de febrero de 1794, por haber fallecido su esposo en calidad de Teniente-Coronel, para obtener la pensión del Montepío Militar, según el grado y sueldo de su marido; El 27 de septiembre de 1794 se le negó la solicitud: “por haberse casado tres años antes de ser su marido Capitán, y por haber obtenido la primera licencia cinco años después de celebrado el matrimonio”; El 11 de febrero de 1795 vuelve a pedir pensión de viudedad, “solicita 600 pesos de Montepío Militar” a S.M. que era lo que ganaba su marido, para “sostener a sus siete hijos, por encontrarse en indigencia y sin nadie de quien valerse”; en misma fecha, Ambrosio O’Higgins Vallenar (Presidente de la Real Audiencia de Chile), envía carta a Manuel de Negrete y de la Torre, Conde de Campo de Alange, y secretario de Guerra, donde: “informa que notificará a Nicolasa de Escalante, viuda del Teniente-Coronel Alfonso de Luna, el curso de su solicitud de pensión”, sin embargo el mismo Don Ambrosio O’Higgins Vallenar, envía nueva carta el 15 de marzo de 1795 a favor de Doña Nicolasa de Escalante, al Secretario de Gracia y Justicia Don Eugenio de Llaguno y Amírola, “para que se le conceda el tercio del sueldo de Capitán que disfrutó su marido, por haber quedado excluida de derecho al Montepío Militar”, así el 8 de abril de 1795, Ambrosio O’Higgins, envía a Diego de Gardoqui, secretario de hacienda, una carta donde le comunica: “queda enterado por real orden de 9 de noviembre de 1794, de la pensión sobre vacantes eclesiásticas que S.M. concede a Nicolasa de Escalante, viuda del Teniente-Coronel Alfonso de Luna”. Posteriormente el 19 de agosto de 1796, Nicolasa de Escalante, da muchas gracias y solicita a S.M. ampliación de pensión de Montepío, “para que sus hijos la gocen después de su muerte, debido a sus gravísimas habituales enfermedades y el desamparo en que quedan sus muchos hijos”;].